# Álex Rey
Alejandro Rey Lugilde (Lugo, Galicia, España, 29 de enero de 1998), deportivamente conocido como Álex Rey, es un futbolista español. Juega como centrocampista y su equipo es la Sociedad Deportiva Tarazona de la Segunda División RFEF.

## Carrera deportiva
Inició su carrera deportiva en 2013 como cadete en el Real Club Deportivo de La Coruña, después del gran interés del club blanquiazul. Permaneció activo en el club hasta mediados de noviembre de 2013 y después fue fichado por el Real Club Celta de Vigo como una de las grandes promesas futbolísticas. Antes de la incorporación al club de Vigo, Rey tuvo varias propuestas de equipos españoles y extranjeros. Según Rey, en Vigo le ofrecieron un proyecto ilusionante, uno de varios motivos que le impulsaron a cambiar de equipo. El 8 de agosto de 2017 se fue cedido a la U. D. Somozas de la Tercera División por un año.
El 31 de agosto de 2018, ya retornado de la cesión, firmó por el Club Deportivo Lugo, siendo asignado a su filial, el Polvorín Fútbol Club. Debutaría con el primer equipo el 14 de abril de ese mismo año, entrando como sustituto de Josete en una victoria a domicilio por 0 a 4 frente al Córdoba Club de Fútbol, en un partido liguero de la Segunda División.
El 15 de septiembre de 2020, ya como jugador del primer equipo, salió cedido al Unionistas de Salamanca. En este equipo disputó la Segunda División B. Permaneció hasta el 30 de junio de 2021, después de dar por concluida su cesión. En julio fichó por la Sociedad Deportiva Tarazona, donde ha disputado varios partidos.
Debutó en la Copa Real Federación Española de Fútbol de la temporada 2020-21, donde disputó los 90 minutos en la victoria ante el Club Deportivo Móstoles U.R.J.C.

## Estadísticas

### Clubes
| Club                   | País   | Año             |
| ---------------------- | ------ | --------------- |
| R.C. Celta de Vigo "B" | España | 2017-2018       |
| U.D. Somozas (cedido)  | España | 2017-2018       |
| Polvorín F.C.          | España | 2018-2020       |
| CD Lugo                | España | 2020-2021       |
| Unionistas CF (cedido) | España | 2020-2021       |
| SD Tarazona            | España | 2021-Actualidad |

### Resumen estadístico
| Equipo                                    | Partidos | Goles |
| U. D. Somozas                             | 32       | 1     |
| Polvorín F. C.                            | 51       | 5     |
| CD Lugo                                   | 3        | 1     |
| Unionistas CF                             | 23       | 1     |
| SD Tarazona                               | 13       | 0     |
| Total                                     | 122      | 8     |
| Estadísticas publicadas por LaPreferente. |          |       |